# Madina Ly-Tall
Madina Ly-Tall (sinh ngày 25 tháng 4 năm 1940 tại Bandiagara là một nhà sử học và nhà ngoại giao người Mali.
Ly-Tall sinh ra trong một gia đình chính trị, là hậu duệ của El Hadj Umar Tall, người sáng lập Đế chế Toucouleur và cha cô là thành viên của Đảng Tiến bộ Sudan (PSP). Cô đã được đi học ở Koutiala từ năm 1947 đến 1952 trước khi đăng ký khóa học bốn năm tại Trường Cao đẳng Phụ nữ Trẻ hiện đại ở Bamako. Sau đó, cô học tại Lycée Terrasson de Fougère. Cô gia nhập Đảng Độc lập Châu Phi (PAI) vào năm 1958, trước khi chuyển đến Toulouse, Pháp để học tiếp. Khi còn ở Pháp, cô đã hoạt động với Liên đoàn sinh viên châu Phi đen ở Pháp (FESEF) trước khi trở về Mali năm 1965.
Ly-Tall đã dạy ở nhiều trường khác nhau ở Bamako vào nửa cuối thập niên 1960, bao gồm Lycée Askia Mohamed ở Bamako (1965-1966), Lycée des Jeunes Filles (1966-1967) và École Normale Secondaire de Filles (1967-1968)), và là hiệu trưởng của hai người sau. Cô trở về Pháp vào năm 1969, nơi cô định cư ở Villiers-le-Bel và làm việc cho UNESCO khi nghiên cứu lịch sử châu Phi tại Sorbonne. Từ năm 1972 Ly-Tall là một người phản đối chế độ quân sự ở quê hương của cô và cô bị đày khỏi đất nước vào cuối những năm 1970, chuyển đến Dakar, Sénégal. Ở Dakar, cô đã xuất bản các tác phẩm như Contribution à l'histoire de l'Empire du Mali (XIIe-XVIe siè Church): Limites, tỉnh principales, các tổ chức Chính trị năm 1977 và Un Hồi giáo vũ trang en Afrique de l'ouest au XIXE Siecle vào năm 1991. Trong thời gian ở Dakar gia đình cô đã trở thành tham gia với Đảng Mali cho Cách mạng và Dân chủ (PMRD) và các nhóm khác nhau trong Mặt trận Dân chủ và Phổ biến Quốc gia (FNDP). Cô trở về Mali trong cuộc cách mạng Mali năm 1991, nơi cô được bổ nhiệm làm phó chủ tịch Hội nghị Quốc gia giống như chế độ dân chủ mới đang được soạn thảo. Cô đã tham gia vào chiến dịch chính trị của Alpha Oumar Konaré vào năm 1992. Ly-Tall đã dành thời gian ở cả quê hương và Pháp.